# Jeff Singer
Jeff Singer (ur. 31 marca 1971 w Manchesterze, Anglia) – brytyjski perkusista. W latach 2004–2008 członek zespołu Paradise Lost, w latach późniejszych współpracował z grupą jako muzyk koncertowy.
Nagrał także trzy płyty z grupą BLAZE.

## Filmografia
- Over the Madness (2007, film dokumentalny, reżyseria: Diran Noubar)[2]